# 1718 Namibia
1718 Namibia eller 1942 RX är en asteroid i huvudbältet som upptäcktes den 14 september 1942 av den finska astronomen Marja Väisälä vid Storheikkilä observatorium i Åbo. Den har fått sitt namn efter det afrikanska landet Namibia.
Asteroiden har en diameter på ungefär 9 kilometer.